# Ларсен, Эмиль
Эмиль Маринус Ларсен (дат. Emil Marinus Larsen; 6 апреля 1888 — 26 июня 1942) — датский борец греко-римского стиля, призёр чемпионата мира.

## Биография
Родился в 1888 году в Нюкёбинге. В 1920 году принял участие в Олимпийских играх в Антверпене, но неудачно. В 1921 году стал бронзовым призёром чемпионата мира. В 1924 году занял 4-е место на Олимпийских играх в Париже. В 1928 году принял участие в Олимпийских играх в Амстердаме, но стал лишь 11-м.